# Nonso Diobi
Nonso Diobi (Estado de Enugu, 17 de julio de 1976) es un actor y director de cine nigeriano.

## Biografía
Diobi es nativo de Nawfia, un pequeño pueblo nigeriano. Mientras estudiaba Arte Teatral en la Universidad de Nigeria, debutó en la gran pantalla en una película de 2001 titulada Border Line, seguida de una destacada actuación en el largometraje Hatred. Obtuvo reconocimiento luego de su interpretación en la película de 2005 Across the Bridge, y a partir de entonces ha registrado apariciones en más de setenta producciones cinematográficas.
Nonso Diobi es el fundador y presidente de Goldentape Media, una de las principales productoras de cine y televisión de Nigeria. Ha oficiado como embajador de la paz de las Naciones Unidas y de Teachers Without Borders.

## Filmografía destacada
| Cine | Cine                      |
| Año  | Película                  |
| ---- | ------------------------- |
| 2018 | Seed of Hatred            |
| 2015 | Overseas                  |
| 2015 | The Last 3 Digits         |
| 2010 | Makers of Justice         |
| 2010 | Palace Slave              |
| 2010 | Too Much                  |
| 2009 | Beyond Desire             |
| 2009 | My Last Ambition          |
| 2009 | Sexy Girls                |
| 2008 | Chasing the Dream         |
| 2008 | Last True Sacrifice       |
| 2008 | Life Incidence            |
| 2008 | Naked Wrestler            |
| 2008 | Offensive Relationship    |
| 2008 | Temple of Justice         |
| 2008 | The Gods are Wise         |
| 2008 | The Lethal Woman          |
| 2008 | Tiger King                |
| 2008 | Tomorrow Must Wait        |
| 2008 | True Sacrifice            |
| 2007 | Bafana Bafana             |
| 2007 | Desperate Ladies          |
| 2007 | Double Game               |
| 2007 | Emotional Risk            |
| 2007 | End of Evil Doers         |
| 2007 | Final Hour                |
| 2007 | Final Risk                |
| 2007 | House of Doom             |
| 2007 | Love and Likeness         |
| 2007 | My Beloved Son            |
| 2007 | Naked Kingdom             |
| 2007 | Next Door Neighbour       |
| 2007 | Power of Justice          |
| 2007 | Rush Hour                 |
| 2007 | Sunny My Son              |
| 2007 | The Cadet                 |
| 2007 | Unhappy Moment            |
| 2007 | Wealth Aside              |
| 2007 | Will of God               |
| 2007 | World of Commotion        |
| 2006 | Ass on Fire               |
| 2006 | Before Ordination         |
| 2006 | Be My Val                 |
| 2006 | Clash of Interest         |
| 2006 | Divided Secret            |
| 2006 | Holy Cross                |
| 2006 | In The Closet             |
| 2006 | Last Dance                |
| 2006 | Moonlight                 |
| 2006 | My Girlfriend             |
| 2006 | On My Wedding Day         |
| 2006 | Pastor's Blood            |
| 2006 | Pay Day                   |
| 2006 | Peace Talk                |
| 2006 | Royal Insult              |
| 2006 | The Lost Son              |
| 2006 | The Wolves                |
| 2006 | Under Control             |
| 2006 | War Game                  |
| 2005 | The Prince & the Princess |
| 2005 | Across The Bridge         |
| 2005 | Back Drop                 |
| 2005 | Black Bra                 |
| 2005 | Blood Battle              |
| 2005 | C.I.D                     |
| 2005 | Celebration of Death      |
| 2005 | Desperate Love            |
| 2005 | Diamond Forever           |
| 2005 | Good News                 |
| 2005 | Marry Me                  |
| 2005 | Message                   |
| 2005 | Ola... the Morning Sun    |
| 2005 | Shock                     |
| 2005 | Suicide Lovers            |
| 2005 | Tears for Nancy           |
| 2005 | World of a Prince         |
| 2004 | Police Woman              |
| 2003 | The Richest Man           |
| 2001 | Hatred                    |
| 2001 | Love Boat                 |
| 2001 | Never Comeback            |
| 2001 | Border Line               |

## Premios y nominaciones
| Año  | Evento                             | Categoría                  | Resultado | Ref   |
| ---- | ---------------------------------- | -------------------------- | --------- | ----- |
| 2015 | Africa Magic Viewers Choice Awards | Mejor actor en una comedia | Nominado  | [ 7 ] |
| 2014 | Golden Icons Academy Movie Awards  | Mejor actor                | Nominado  | [ 8 ] |